# Transformateur régulateur
Dans le contexte des trains électriques miniatures ou du modélisme ferroviaire, le transformateur régulateur désigne un transformateur abaissant la tension alternative du réseau domestique (230 V en Europe) à une valeur de tension sortie maximale (12 à 16 V) compatible avec les moteurs des modèles réduits tout en permettant de faire varier cette tension entre 0 et cette tension de sortie maximale.

## Fonctionnement
La variation de la tension de sortie s'obtient par un curseur sélectionnant un nombre de spires du bobinage secondaire du transformateur, curseur solidaire du bouton extérieur de réglage de la tension et donc de la vitesse du moteur.
Pour l'alimentation des moteurs en courant continu, la tension de sortie, qui est alternative, est ensuite redressée par un pont de diodes qui réalise un redressement double alternance. L'inversion de polarité, qui inverse le sens de la rotation du moteur à courant continu, s'obtient soit par un interrupteur inverseur bipolaire soit par la rotation du bouton de réglage de la vitesse de part et d'autre d'un point médian à tension nulle. Le courant redressé n'est en principe pas lissé par un condensateur.

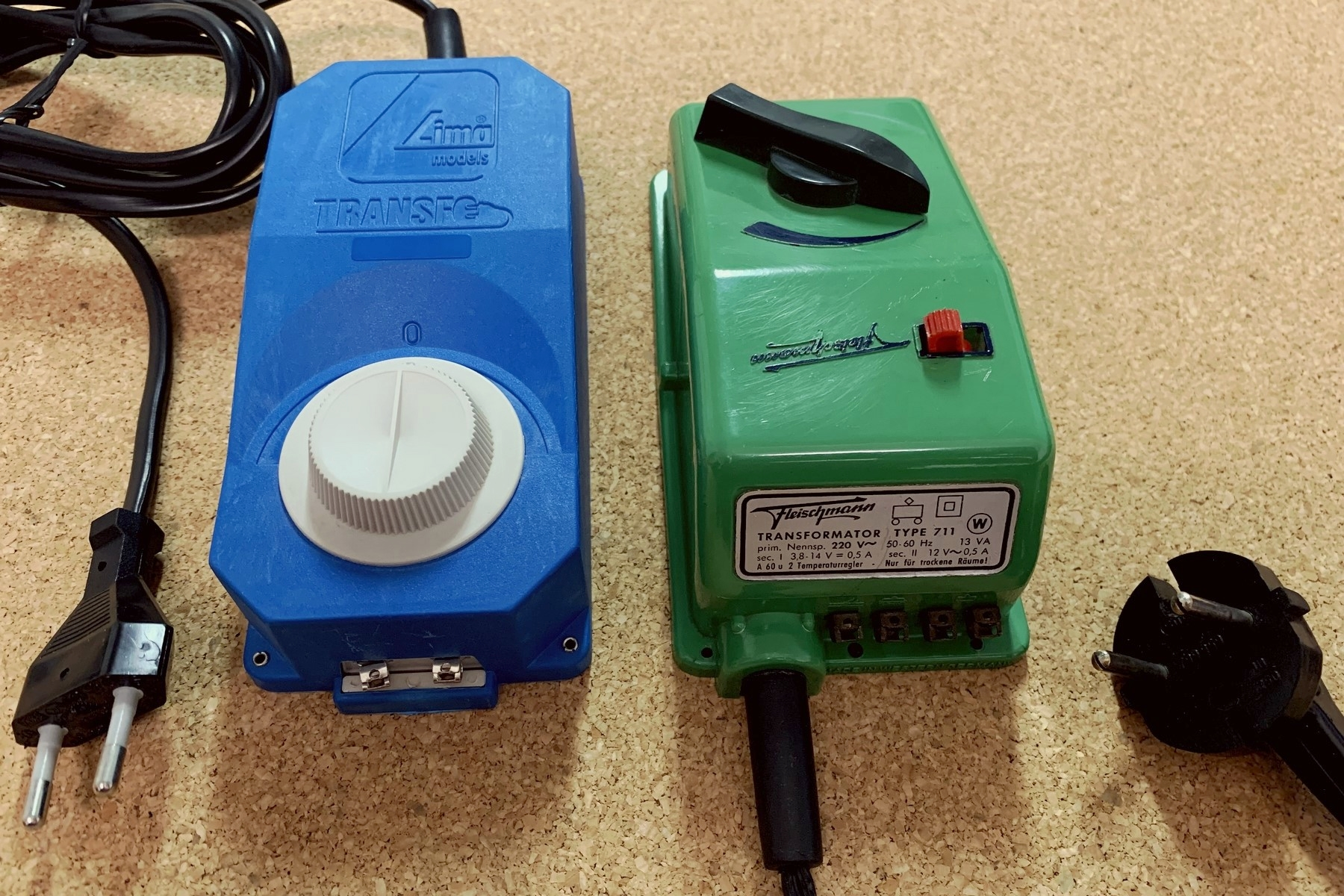
Transformateurs régulateurs pour modélisme ferroviaire à alimentation analogique en courant continu, modèle Lima avec point central de tension nulle et modèle Fleischmann avec inverseur de polarité et sortie supplémentaire alternative de tension fixe pour accessoires.

Par le passé, le réglage de la tension de sortie s'est parfois réalisé au moyen d'un rhéostat plutôt que par le sélection d'un nombre de spires sur le bobinage secondaire.
La dénomination « transformateur régulateur » amène une ambiguïté : il s'agit en fait d'un transformateur réglable (c'est-à-dire dont la tension de sortie est réglée en sélectionnant un certain nombre de spires du bobinage secondaire) et non d'un transformateur à tension régulée (c'est-à-dire muni d'un circuit intégré régulateur de tension qui compare la tension demandée à la tension de sortie réelle et ajuste cette dernière à la tension demandée).
Vers 1980, certains fabricants de trains miniatures séparent la fonction « transformateur » de la fonction « réglage du courant de traction » : ils proposent d'une part un transformateur abaissant la tension du secteur, transformateur qui peut également servir pour alimenter les commandes et accessoires en courant alternatif, et d'autre part un régleur qui va redresser le courant fourni par le transformateur et régler sa tension,.